# تي في. باول
تي في. باول هو مؤلف كندي، ولد في 10 نوفمبر 1956.